# Сорокин, Алексей Леонидович
Алексе́й Леони́дович Соро́кин (род. 5 апреля 1972 года в Москве) — заместитель председателя финансовой корпорации ВЭБ.РФ. Ранее работал председателем и генеральным директором Организационного комитета по подготовке и проведению чемпионата мира по футболу «Россия-2018».

## Биография
В 1994 году окончил Московский государственный лингвистический университет, переводческий факультет. Свободно владеет двумя языками — английским и французским.
После окончания вуза поступил на службу в Министерстве иностранных дел Российской Федерации, где работал до 2000 года.
Работал в пресс-службе крупного банка[уточнить].
В 2002 году окончил Дипломатическую академию Министерства иностранных дел, факультет международного права.
В апреле 2004 года получил должность заместителя руководителя Москомспорта (заместитель председателя Комитета (позднее — Департамента) по физической культуре и спорту Правительства Москвы (в дальнейшем — города Москвы)), курировал международные и межрегиональные связи департамента. В 2004 году Комитет по физической культуре и спорту города Москвы возглавлял Сергей Король, в 2005 году его сменил Михаил Степанянц.
С 2006 года — по совместительству главный координатор московского финала Лиги чемпионов. В марте 2006 года Российский футбольный союз подал заявку на проведение на московском стадионе «Лужники» финального матча Лиги чемпионов сезона 2007/08. Сорокин участвовал в заявочной компании. В октябре Исполком УЕФА принял решение предоставить Москве право проведения этого финала. Финал состоялся 21 мая 2008 года. За большой личный вклад в подготовку и проведение финала Лиги чемпионов УЕФА в Москве 18 июля 2008 года Алексею Сорокину была объявлена благодарность мэра Москвы Юрия Лужкова.
23 июля 2008 года исполком Российского футбольного союза назначил Сорокина генеральным директором РФС. Представляя на пресс-конференции Сорокина в качестве нового гендиректора Виталий Мутко назвал его человеком, способным вывести взаимоотношения РФС с ФИФА и УЕФА на новый уровень. А также намекнул, что Сорокин будет работать над заявкой России на проведение в будущем чемпионата мира.
В августе 2008 года Сорокин покинул должность заместителя руководителя Москомспорта.
В сентябре 2008 года, после чемпионата Европы по футболу, было объявлено о подписании контракта на 10 лет между Российским футбольным союзом и компанией Adidas. На пресс-конференции по этому поводу присутствовали министр спорта, туризма и молодежи РФ, президент РФС Виталий Мутко, генеральный директор РФС Алексей Сорокин, генеральный директор Adidas по России и СНГ Мартин Шенкланд (англ. Martin Shankland) и старший вице-президент компании по спортивному маркетингу Джослан Робио (англ. Jocelyn Robiot). Предыдущим партнёром РФС была компания Nike.
Участвовал в заявочных компаниях на проведение Олимпиады-2012 в Москве, Олимпиады-2014 в Сочи.

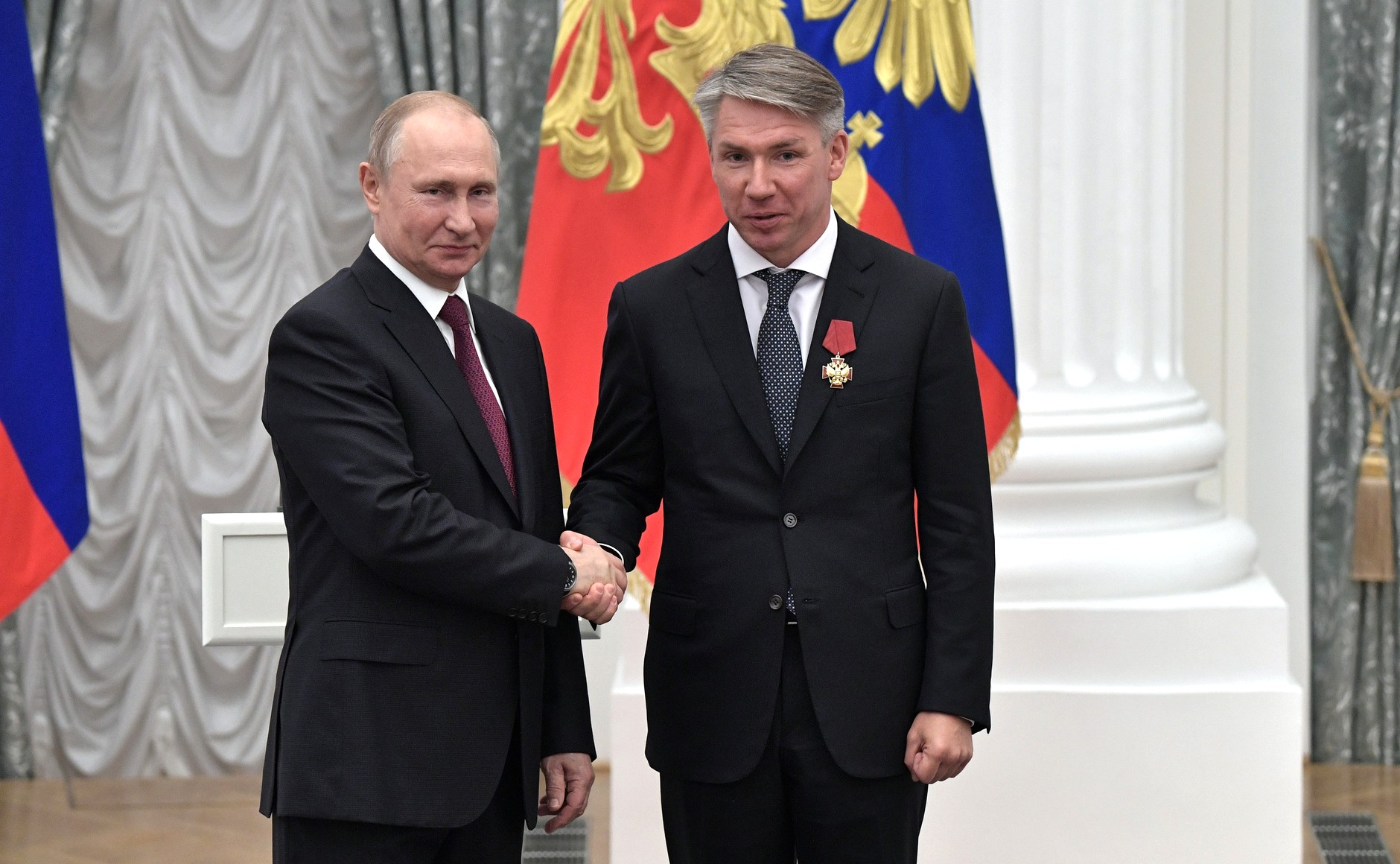
Церемония награждения орденом
«За заслуги перед Отечеством» IV степени,
23 мая 2019 г.

Возглавлял заявочный комитет «Россия-2018», который боролся за проведение чемпионата мира по футболу 2018 года в России; принимал участие в финальной презентации российской заявки в Цюрихе 2 декабря 2010. 30 декабря, по окончании действия срока контракта, покинул РФС и возглавил организационный комитет по подготовке и проведению чемпионата мира по футболу «Россия-2018».
20 сентября в Женеве на внеочередном Конгрессе Европейского союза футбольных ассоциаций (UEFA) генеральный директор оргкомитета «Россия-2018», член исполкома Российского футбольного союза Алексей Сорокин был безальтернативно и единогласно избран членом Совета Международной федерации футбольных ассоциаций (FIFA)..
С 30 декабря 2017 года — председатель, генеральный директор Организационного комитета по подготовке и проведению чемпионата мира по футболу «Россия-2018».
В декабре 2018 года назначен заместителем председателя ВЭБ.РФ, где курирует направление развития городской экономики.
23 мая 2019 года награждён орденом «За заслуги перед Отечеством» IV степени.
В 2023 году стал главой оргкомитета Игр дружбы 2024 года, в 2024 году покинул этот пост.
В августе 2024 года избран на должность генерального директора Федерации падела России. До этого два года занимал пост президента федерации.
В 2025 году награждён медалью ордена «За заслуги перед Отечеством» II степени.